# Мурташкар
Абу аль-Ізз Мурташкар (д/н — бл. 1272) — цар держави Мукурри-Нобатії.

## Життєпис
Про родинні зв'язки обмаль відомостей. Можливо, був онуком царя Іоанна III (Ях'ї). Висловлюється думка, що спочатку звався Давид, а відтак, прийнявши іслам, змінив ім'я на Мурташир. За іншою гіпотезою був сином царя Давида I.
Перша письмова згадка про нього відноситься до 1268 року. Після того, як він осліп, 1272 року повстав небіж Давид, що повалив Мурташкара. Його сини втекти до Бейбарса, султана Єгипту.